# KG Saur Verlag
KG Saur Verlag è una casa editrice tedesca specializzata nella pubblicazione di indici bibliografici e informazioni tecniche per le librerie e le biblioteche.

## Storia
Fondata da Karl Saur, è un marchio di proprietà della Walter de Gruyter, con sede a Monaco. Nel 1987 KG Saur fu acquisita da Reed International. Nel 2000 Reed Elsevier cedette KG Saur al Gale Group, un'unità di business della Thomson Corporation, finché sei anni più tardi la Walter de Gruyter divenne il soggetto titolare della proprietà.